# مارتينا كاريلو
مارتينا كاريلو (بالإنجليزية: Martina Carrillo؛ 1750 - بعد 1778) وقد كانت ناشطة إكوادورية من ذوي البشرة السوداء، وقد دافعت عن حقوق السود وحاربت ضد العبودية، حيث ذهبت مع ستة عبيد أفارقة آخرين إلى كيتو في عام 1778 لعرض قضيتها على رئيس المحكمة الملكية، وقد وعد بمساعدتهم، لكنهم واجهوا على تلك الحالة عقوبة الجلد وتلقى كاريلو 300 جلدة. واليوم يتم تكريمها كبطلة قومية.

## السيرة الذاتية
ولدت حوالي عام 1750 في وادي نهر جوتا في شمال الإكوادور، ونشأت ورشدت لتجد نفسها جارية تعمل في مزرعة تسمى بـ لا كونسبسيون، وفي نهاية يناير سنة 1778 ذهبت إلى كيتو مع ستة عبيد سود آخرين من لا كونسبسيون، وهم (بيدرو لوكومي، أندرس لوكومي، آمبروتسيا باديلا، أنطونيو جالا، إغناسيا كيتينو، وإيرنه لواردو) ) لتقديم عدد من الشكاوى المتعلقة بـ سوء معاملتهم عندما كان سيعرضها عليهم فرانشيسكو أئوركو آجشه على رئيس المحكمة الملكية المعين من قبل الأسبان خوسيه ديغوخا، وتضمنت تلك الحالات نقص الغذاء والملابس، والحاجة إلى أيام إجازة بعد العمل في المزارع، وعد ديغوخا بإجراء إصلاحات وأعادهم إلى أئوركو آجشه مع طلب خطي بعدم فرض أي عقوبة عليهم، وتجاهل ايجيا الطلب وعاقبهم جميعاً وتلقت كاريلو 300 جلدة.
في اليوم التالي لم يتمكن أي منهم من العودة إلى العمل لمدة أسبوعين على الأقل حيث كاريلو التي كان قفصها الصدري قد تمزق على أثر الجلد، وأصيب الأشخاص الآخرون بجروح بالغة، وفي شهر إبريل بدأ آندرس فرنانديز سلفادور التحقيق في القضية واستجوب الشهود في لا كونسبسيون، وفي 12 أبريل تم القبض على آئوركو إيجيا، وفي 14 يوليو تم تغريمه 200 بيزو منها 100 بيزو تم تقسيمها على الضحايا.
يوجد الآن نصب تذكاري في متنزه لاكسبسيون اعتزازاً بشجاعة مارتينا كاريلو.